# Mercaderes
Mercaderes é um município da Colômbia, localizado no departamento de Cauca.